# Guy Sagiv
Guy Sagiv (* 5. Dezember 1994 in Namur, Belgien) ist ein ehemaliger israelischer Radrennfahrer. Er ist der erste Israeli, der den Giro d’Italia beendete.

## Sportliche Laufbahn
Guy Sagiv wurde im belgischen Namur geboren, weil seine Eltern dort arbeiteten. Als er drei Jahre alt war, kehrte die Familie nach Israel zurück. Dort begann er mit dem Mountainbikesport.
Sagiv wurde in den Jahren 2015, 2016 und 2019 israelischer Meister im Straßenrennen. Im Jahr 2017 und 2020 gewann er den nationalen Titel im Einzelzeitfahren.
Im Sommer 2015 schloss sich Sagiv der Mannschaft Cycling Academy Team an, für die er beim Giro d’Italia 2018 startete. Er und sein Teamkollege Guy Niv nahmen als erste Israelis an einer Grand Tour teil; Sagiv war zudem der erste, der sie auch beendete. Er belegte Platz 141 der Gesamtwertung. 2017 wechselte er zum Team Israel-Premier Tech
Ende 2024 beendete Guy Sagiv seine aktive Radsportlaufbahn und wechselte in den Betreuerstab von Israel-Premier Tech: 

## Privates
Guy Sagiv ist liiert mit der israelischen Radrennfahrerin Omer Shapira. Das Paar lebt im spanischen Girona (Stand 2019).

## Erfolge
2015
- Israelischer Meister – Straßenrennen

2016
- Israelischer Meister – Straßenrennen

2017
- Israelischer Meister – Einzelzeitfahren

2019
- Israelischer Meister – Straßenrennen

2020
- Israelischer Meister – Einzelzeitfahren

## Grand-Tour-Platzierungen
| Grand Tour            | 2018 | 2019 | 2020 | 2021 | 2022 | 2023 | 2024 |
| --------------------- | ---- | ---- | ---- | ---- | ---- | ---- | ---- |
| Giro d’ItaliaGiro     | 141  | –    | 132  | –    | –    | –    | –    |
| Tour de FranceTour    | –    | –    | –    | –    | –    | –    | –    |
| Vuelta a EspañaVuelta | –    | –    | –    | –    | –    | –    | –    |